# Gruson
Gruson est une commune française située dans le département du Nord, en région Hauts-de-France. Elle fait partie de la Métropole européenne de Lille.

## Géographie

### Communes limitrophes
| Anstaing              | Chéreng | Baisieux          |
| Sainghin-en-Mélantois | Gruson  | Camphin-en-Pévèle |
| Bouvines              | Cysoing |                   |

### Hydrographie

#### Réseau hydrographique
La commune est située dans le bassin Artois-Picardie. Elle est drainée par la Marque et l'Infière,,.
La Marque, d'une longueur de 32 km, prend sa source dans la commune de Thumeries et se jette  dans le canal de Roubaix à Wasquehal, après avoir traversé 25 communes. Les caractéristiques hydrologiques de la Marque sont données par la station hydrologique située sur la commune. Le débit moyen mensuel est de 0,836 m3/s. Le débit moyen journalier maximum est de 12,714 décembre 196 610,8 m3/s, atteint le 4 mars 2024.

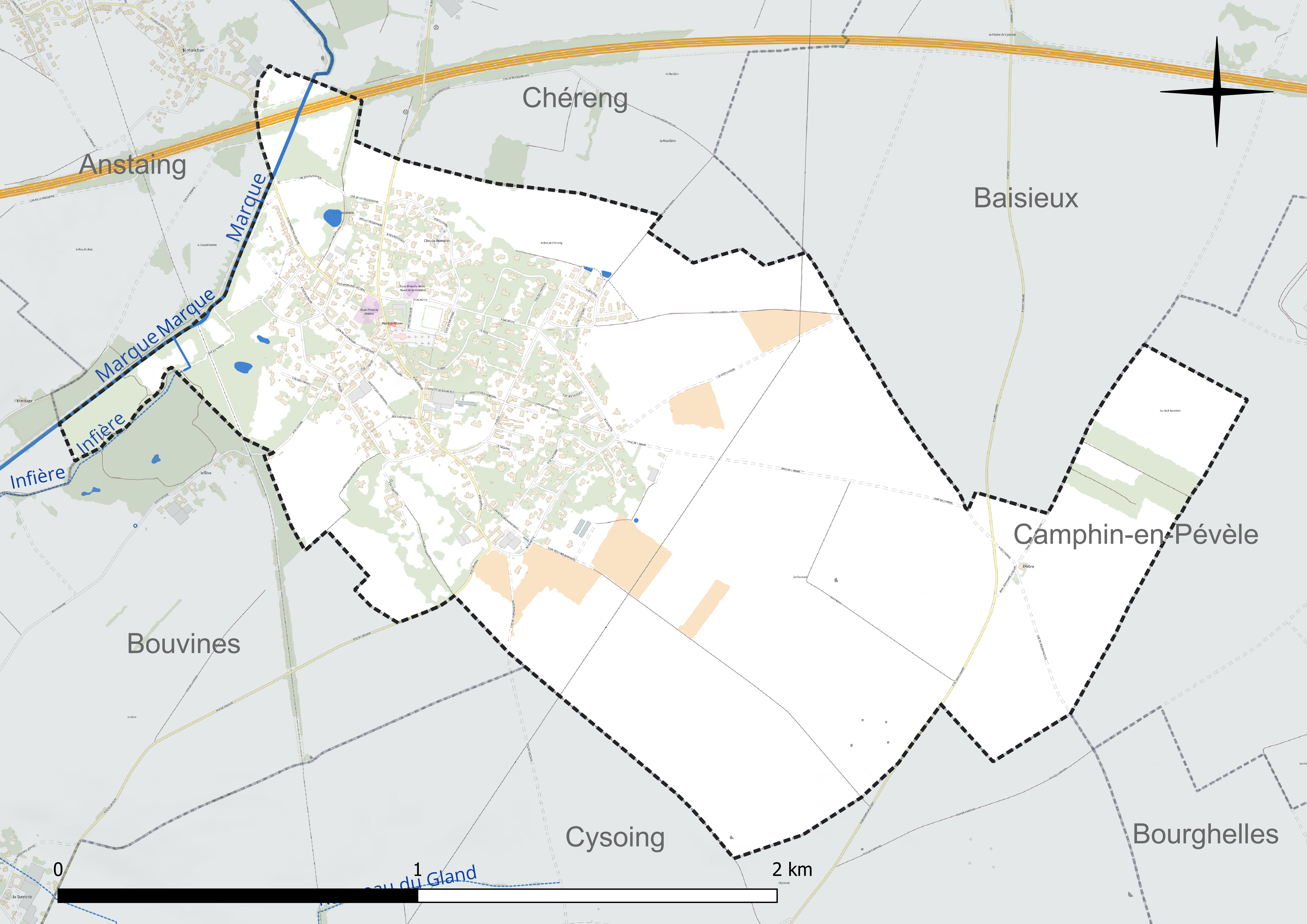
Réseau hydrographique de Gruson.

#### Gestion et qualité des eaux
Le territoire communal est couvert par le schéma d'aménagement et de gestion des eaux (SAGE) « Marque Deûle ». Ce document de planification concerne un territoire de 1 120 km2 de superficie, délimité par les bassins versants de la Marque et de la Deûle, formant une vaste cuvette sédimentaire de 40 km de long et de 25 km de large, où la pente est très faible. Le périmètre a été arrêté le 2 décembre 2005 et le SAGE proprement dit a été approuvé le 9 mars 2020. La structure porteuse de l'élaboration et de la mise en œuvre est la Métropole européenne de Lille. 
La qualité des cours d'eau peut être consultée sur un site dédié géré par les agences de l'eau et l'Agence française pour la biodiversité. 

### Climat
Pour des articles plus généraux, voir Climat des Hauts-de-France et Climat du Nord.
En 2010, le climat de la commune est de type climat océanique dégradé des plaines du Centre et du Nord, selon une étude du CNRS s'appuyant sur une série de données couvrant la période 1971-2000. En 2020, Météo-France publie une typologie des climats de la France métropolitaine dans laquelle la commune est exposée à un climat océanique et est dans la région climatique  Nord-est du bassin Parisien, caractérisée par un ensoleillement médiocre, une pluviométrie moyenne régulièrement répartie au cours de l'année et un hiver froid (3 °C). 
Pour la période 1971-2000, la température annuelle moyenne est de 10,6 °C, avec une amplitude thermique annuelle de 14,3 °C. Le cumul annuel moyen de précipitations est de 702 mm, avec 11,5 jours de précipitations en janvier et 9,2 jours en juillet. Pour la période 1991-2020, la température moyenne annuelle observée sur la station météorologique la plus proche, située sur la commune de Lesquin à 7 km à vol d'oiseau, est de 11,3 °C et le cumul annuel moyen de précipitations est de 740,0 mm,. Pour l'avenir, les paramètres climatiques de la commune estimés pour 2050 selon différents scénarios d'émission de gaz à effet de serre sont consultables sur un site dédié publié par Météo-France en novembre 2022.

## Urbanisme

### Typologie
Au 1er janvier 2024, Gruson est catégorisée ceinture urbaine, selon la nouvelle grille communale de densité à sept niveaux définie par l'Insee en 2022.
Elle appartient à l'unité urbaine de Lille (partie française), une agglomération internationale regroupant 60  communes, dont elle est une commune de la banlieue,,. Par ailleurs la commune fait partie de l'aire d'attraction de Lille (partie française), dont elle est une commune de la couronne,. Cette aire, qui regroupe 201 communes, est catégorisée dans les aires de 700 000 habitants ou plus (hors Paris),.

### Occupation des sols
L'occupation des sols de la commune, telle qu'elle ressort de la base de données européenne d'occupation biophysique des sols Corine Land Cover (CLC), est marquée par l'importance des territoires agricoles (69,9 % en 2018), en augmentation par rapport à 1990 (68,7 %). La répartition détaillée en 2018 est la suivante : 
terres arables (67,9 %), zones urbanisées (26,1 %), forêts (4,1 %), prairies (2 %). L'évolution de l'occupation des sols de la commune et de ses infrastructures peut être observée sur les différentes représentations cartographiques du territoire : la carte de Cassini (XVIIIe siècle), la carte d'état-major (1820-1866) et les cartes ou photos aériennes de l'IGN pour la période actuelle (1950 à aujourd'hui).

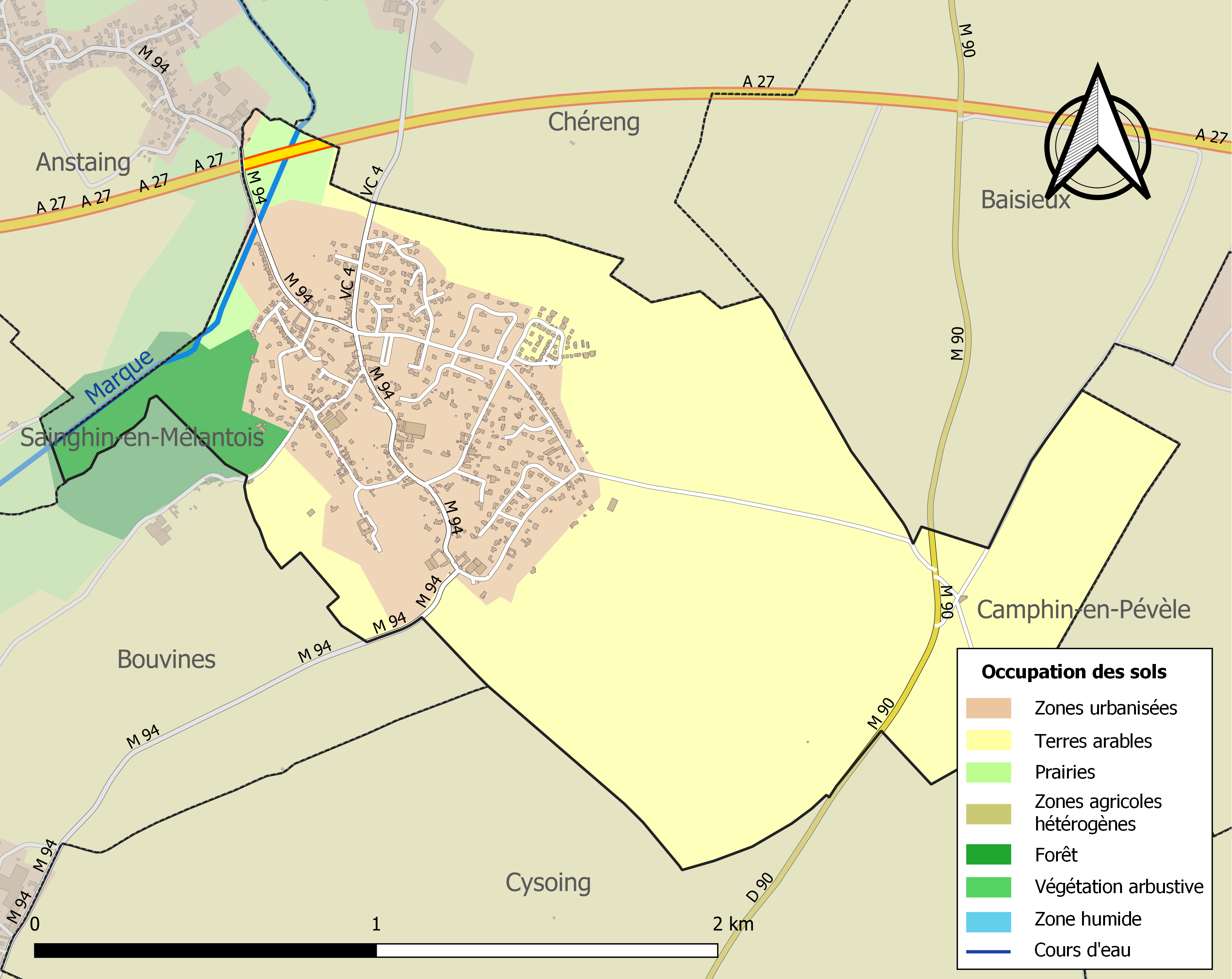
Carte des infrastructures et de l'occupation des sols de la commune en 2018 (CLC).

### Voies de communication et transports
La commune est desservie, en 2023, par la ligne 73 et par les lignes de transport à la demande 20R et 69R du réseau Ilévia.

## Histoire
Dans le cartulaire « de Villis » de Charlemagne daté de 812, Gruson dépend, comme Ascq et Flers, du fisc d'Annappes.
Dénommée Graeeina en 867 dans le testament d'Évrard de Frioul, fondateur de l'abbaye de Cysoing. En 1180, l'église et la dîme furent attribuées à l'abbaye de Cysoing. La bataille de Bouvines (1214) eut lieu en partie sur le territoire de cette commune.
En 1576, le curé Jean Renard fut massacré par les Gueux.
En août 1693, sont érigées en marquisat (titre de marquis), les terres d'Anstaing et de Gruson, situées dans la châtellenie de Lille, sous la dénomination de marquisat de Fiennes, par lettres données à Versailles et enregistrées le 31 octobre 1699.
Maximilien de Fiennes, chevalier, comte de Lumbres, maréchal des camps et armées du roi, par lettres données à Versailles en août 1693 et enregistrées le 31 octobre 1699, bénéfice du titre de marquis de Fiennes du fait de l'érection en marquisat des terres d'Anstaing et de Gruson. il reçoit ce titre en récompense des services rendus comme maréchal des camps, brigadier et maître de camp d'un régiment de cavalerie. Dans les divers commandements exercés, il a fait preuve de valeur et courage. Il le doit également à sa famille qui est une des plus illustres des Pays-bas. Elle a possédé des charges considérables et a donné un connétable à la France sous le règne des rois Jean (Jean le Bon) et Charles V. Elle est alliée aux maisons les plus qualifiées dudit pays, et dont le fils, le comte de Fiennes  rend journellement de grands services au roi en qualité de mestre de camp d'un régiment de cavalerie. En cas de non succession mâle ou femelle, le marquisat sera éteint. Maximilien de Fiennes négligea de faire enregistrer ces lettres, et obtient des lettres de surannation datées de Versailles le 26 septembre 1698.
Adélaïde Félicité de Fiennes, fille de Maximilien a épousé Marie Joseph de Matharel, marquis de Matharel, chevalier de l'ordre de Saint-Louis, gouverneur des ville et château de Honfleur. En juillet 1776, sont données à Versailles des lettres autorisant leur fils Auguste Joseph Félicité de Matharel et sa postérité à ajouter à son nom et à ses armes, celui et celles de Fiennes du Bois.
À cette date de 1776, la seigneurie de Gruson (différente du marquisat évoqué ci-dessus) est détenue par Joseph-Chrétien-Michel-Anaclet Le Maistre (1711-1748), écuyer. Joseph Le Maistre est seigneur d'Anstaing, Thérombecq, Gruson, La Hamayde, Esplechin, Le Brefay, le Colombier, fils de Michel, écuyer et de Marie-Joseph Redincq y Barba. Il nait à Séville le 13 juillet 1711, devient bourgeois de Lille le 19 janvier 1739, meurt à Lille le 22 janvier 1748. Il est enterré à Anstaing. Il se marie le 27 janvier 1738 avec Isabelle-Caroline (ou Charlotte) Jacops (1710-1785), dame de Willem (Willems?), Fresnoy, Robigeux, la haute Anglée, fille de Martin Jacops, seigneur d'Ascq, Rocques, Tereumbecque, bourgeois de Lille et de Marie-Albertine Diedeman. Elle nait à Lille en septembre 1710 (baptisée le 29 septembre 1710) et décède à Lille le 15 avril 1785 à 74 ans,.

## Politique et administration

### Liste des maires
| Période                                  | Période          | Identité                                                    | Étiquette               | Qualité                                 |
| ---------------------------------------- | ---------------- | ----------------------------------------------------------- | ----------------------- | --------------------------------------- |
| Les données manquantes sont à compléter. |                  |                                                             |                         |                                         |
| 1790                                     | 1801             | Noël-Joseph Barbieux Adjoint : Joseph Serrurier             |                         |                                         |
| 1801                                     | 30 décembre 1829 | Louis-Joseph Libert                                         |                         |                                         |
| 1830                                     | 1867             | Jean-Baptiste Libert                                        | fils du précédent       |                                         |
| 1867                                     | 6 mars 1889      | Alfred Libert Adjoint : Henri Dutilleul                     | fils du précédent       |                                         |
| 1889                                     | 1896             | Henri Dutilleul Adjoint : François Decalonne                |                         |                                         |
| 1896                                     | 1908             | Clovis Dutilleul Adjoint : François Decalonne               |                         |                                         |
| 1908                                     | 1919             | Jean-Baptiste Desruelle-Libert Adjoint : François Decalonne |                         |                                         |
| 1919                                     | 1924             | Adolphe Wartel                                              |                         |                                         |
| 1924                                     | 1935             | Lucien Dutilleul                                            | fils de Henri Dutilleul |                                         |
| 1935                                     |                  | Louis Sauvaige-Mulliez Adjoint : Raymond Thieffry           |                         |                                         |
| 1954                                     | mars 1983        | Gérard Delerue                                              |                         |                                         |
| mars 1983                                | 2020             | Aimé Duquenne Adjoint : Frédéric Crépin                     | DVD                     | Agriculteur retraité                    |
| juin 2020                                | en cours         | Olivier Turpin Adjoint : Mélanie Dazin-Deslandes            |                         | Gestionnaire financier et administratif |

### Instances judiciaires et administratives
La commune relève du tribunal d'instance de Lille, du tribunal de grande instance de Lille, de la cour d'appel de Douai, du tribunal pour enfants de Lille, du tribunal de commerce de Tourcoing, du tribunal administratif de Lille et de la cour administrative d'appel de Douai.

## Population et société

### Démographie

#### Évolution démographique
L'évolution du nombre d'habitants est connue à travers les recensements de la population effectués dans la commune depuis 1793. Pour les communes de moins de 10 000 habitants, une enquête de recensement portant sur toute la population est réalisée tous les cinq ans, les populations de référence des années intermédiaires étant quant à elles estimées par interpolation ou extrapolation. Pour la commune, le premier recensement exhaustif entrant dans le cadre du nouveau dispositif a été réalisé en 2005.

En 2022, la commune comptait 1 223 habitants, en évolution de +1,58 % par rapport à 2016 (Nord : +0,51 %, France hors Mayotte : +2,11 %).
| 1793 | 1800 | 1806 | 1821 | 1831 | 1836 | 1841 | 1846 | 1851 |
| ---- | ---- | ---- | ---- | ---- | ---- | ---- | ---- | ---- |
| 310  | 311  | 352  | 347  | 393  | 398  | 397  | 400  | 397  |

| 1856 | 1861 | 1866 | 1872 | 1876 | 1881 | 1886 | 1891 | 1896 |
| ---- | ---- | ---- | ---- | ---- | ---- | ---- | ---- | ---- |
| 387  | 394  | 400  | 400  | 396  | 382  | 385  | 394  | 392  |

| 1901 | 1906 | 1911 | 1921 | 1926 | 1931 | 1936 | 1946 | 1954 |
| ---- | ---- | ---- | ---- | ---- | ---- | ---- | ---- | ---- |
| 409  | 396  | 426  | 396  | 423  | 436  | 442  | 458  | 455  |

| 1962 | 1968 | 1975 | 1982 | 1990 | 1999  | 2005  | 2006  | 2010  |
| ---- | ---- | ---- | ---- | ---- | ----- | ----- | ----- | ----- |
| 475  | 571  | 643  | 767  | 932  | 1 194 | 1 134 | 1 131 | 1 145 |

| 2015  | 2020  | 2022  | - | - | - | - | - | - |
| ----- | ----- | ----- | - | - | - | - | - | - |
| 1 143 | 1 246 | 1 223 | - | - | - | - | - | - |

#### Pyramide des âges
La population de la commune est relativement jeune.
En 2018, le taux de personnes d'un âge inférieur à 30 ans s'élève à 32,8 %, soit en dessous de la moyenne départementale (39,5 %). À l'inverse, le taux de personnes d'âge supérieur à 60 ans est de 30,3 % la même année, alors qu'il est de 22,5 % au niveau départemental.
En 2018, la commune comptait 611 hommes pour 677 femmes, soit un taux de 52,56 % de femmes, légèrement supérieur au taux départemental (51,77 %).
Les pyramides des âges de la commune et du département s'établissent comme suit.
| Hommes | Classe d’âge | Femmes |
| ------ | ------------ | ------ |
| 0,5    | 90 ou +      | 0,3    |
| 6,9    | 75-89 ans    | 7,6    |
| 23,0   | 60-74 ans    | 22,3   |
| 22,3   | 45-59 ans    | 22,9   |
| 14,9   | 30-44 ans    | 13,6   |
| 15,9   | 15-29 ans    | 16,5   |
| 16,4   | 0-14 ans     | 16,8   |

| Hommes | Classe d’âge | Femmes |
| ------ | ------------ | ------ |
| 0,5    | 90 ou +      | 1,4    |
| 5,3    | 75-89 ans    | 8,1    |
| 14,8   | 60-74 ans    | 16,2   |
| 19,1   | 45-59 ans    | 18,4   |
| 19,5   | 30-44 ans    | 18,7   |
| 20,7   | 15-29 ans    | 19,1   |
| 20,2   | 0-14 ans     | 18     |

## Culture locale et patrimoine

### Lieux et monuments

#### Les pavés du Nord
La commune est également connue pour le célèbre Carrefour de l'Arbre où la course cycliste le secteur 4 du  Paris-Roubaix y passe tous les ans.

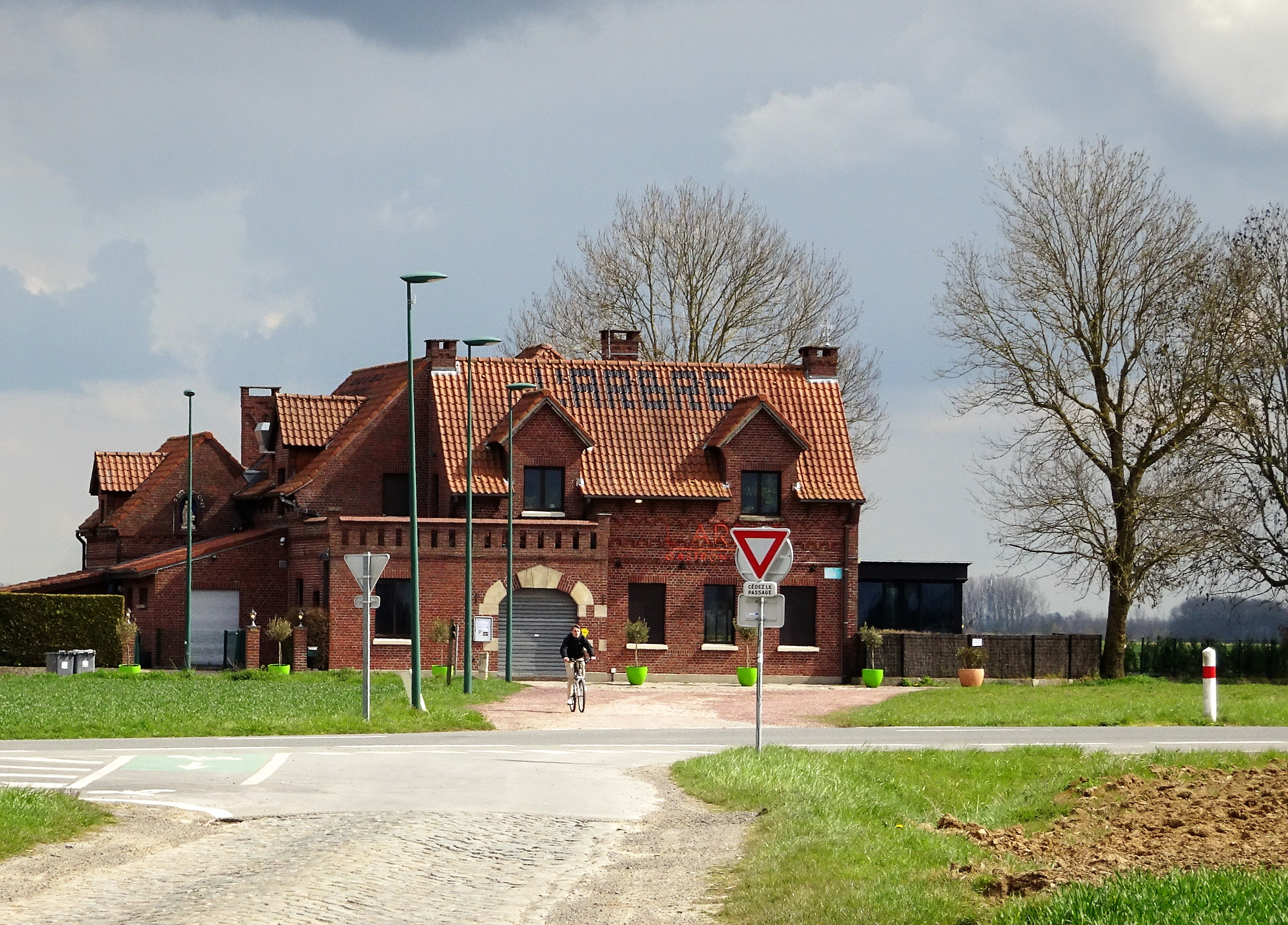
Carrefour de l'Arbre, secteur 4 du Paris-Roubaix.
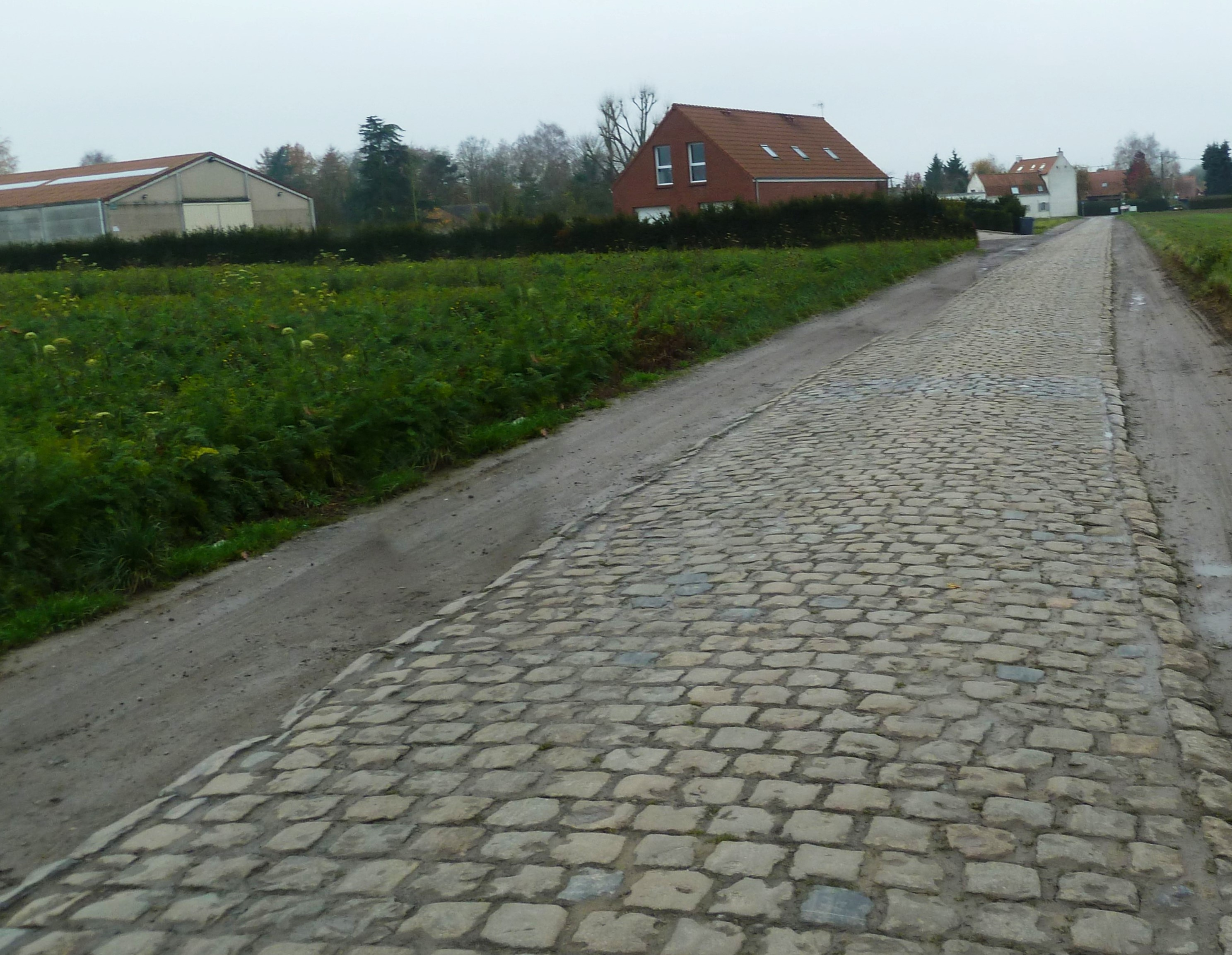
Le secteur pavé de Gruson, du Paris-Roubaix.
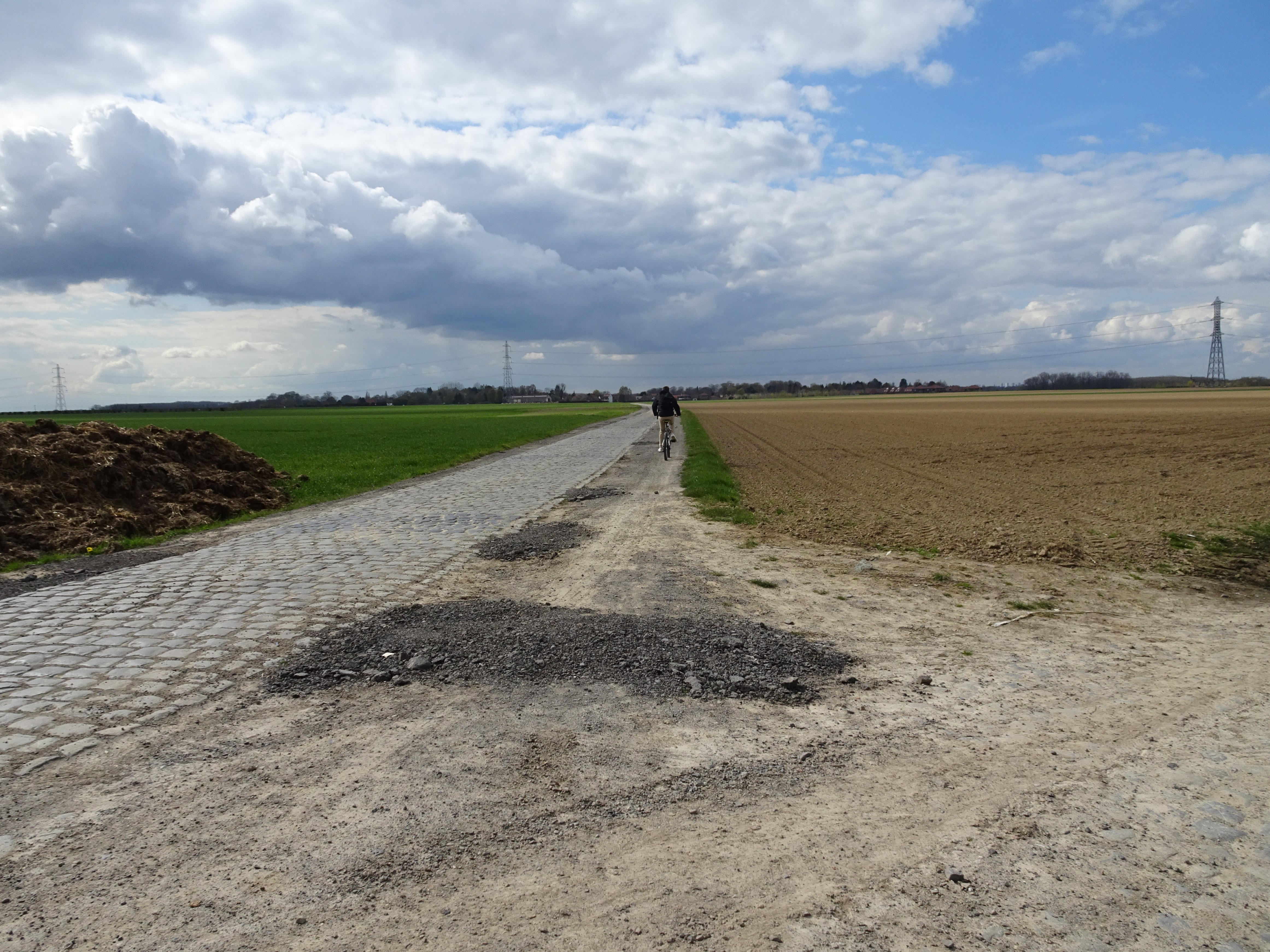
Le secteur pavé de Gruson, du Paris-Roubaix.
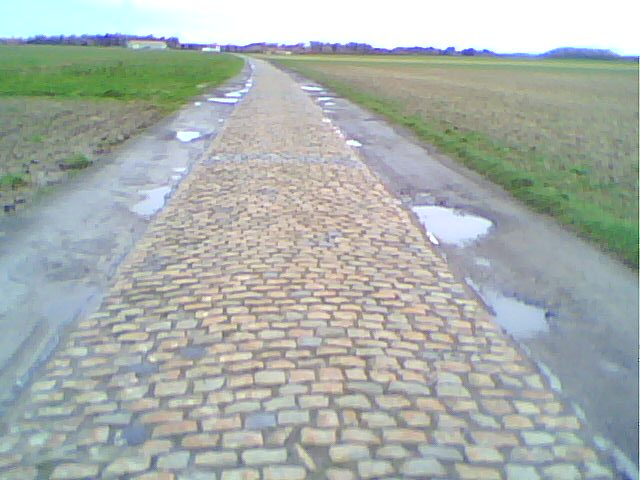
Le secteur pavé de Gruson, passage obligé du Paris-Roubaix cycliste.

#### Les monuments religieux
- L'église Notre-Dame de la Visitation (XIXe siècle), où l'on vénère Saint Gangon ou (Gengoult) pour la guérison des maux de jambes ou le rétablissement de la paix dans les ménages. L'orgue de tribune, qui n'est plus actuellement utilisé, est d'une importance inhabituelle, eu égard à la taille de l'édifice.
- Le calvaire appelé « Le Bon Dieu de pierre » (XIVe siècle), à l'angle de la rue du Château et de la rue Neuve, provient de l'abbaye de Cysoing.

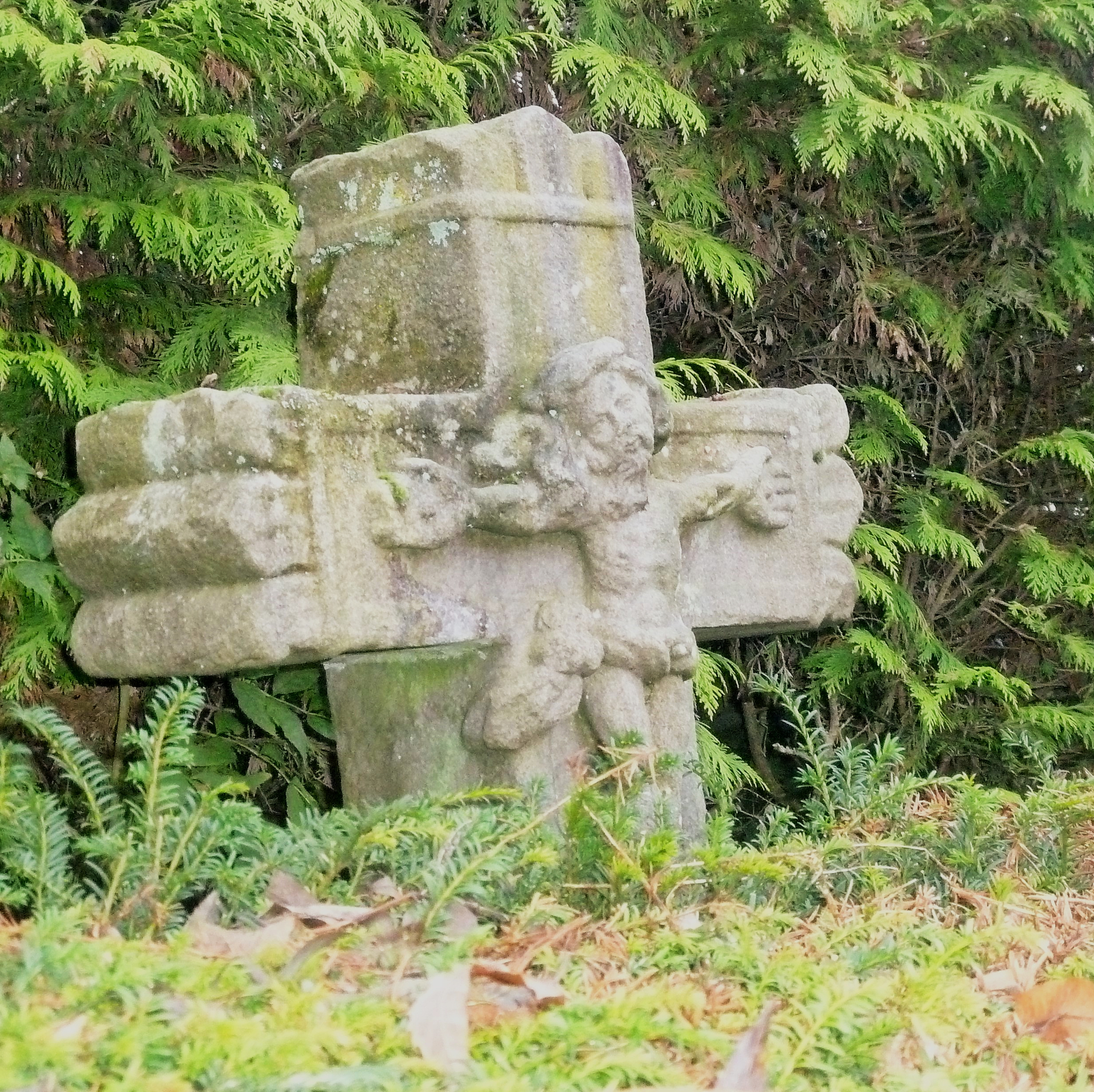
La Croix et Christ (datés 1356) sont sculptés dans un seul bloc de pierre.
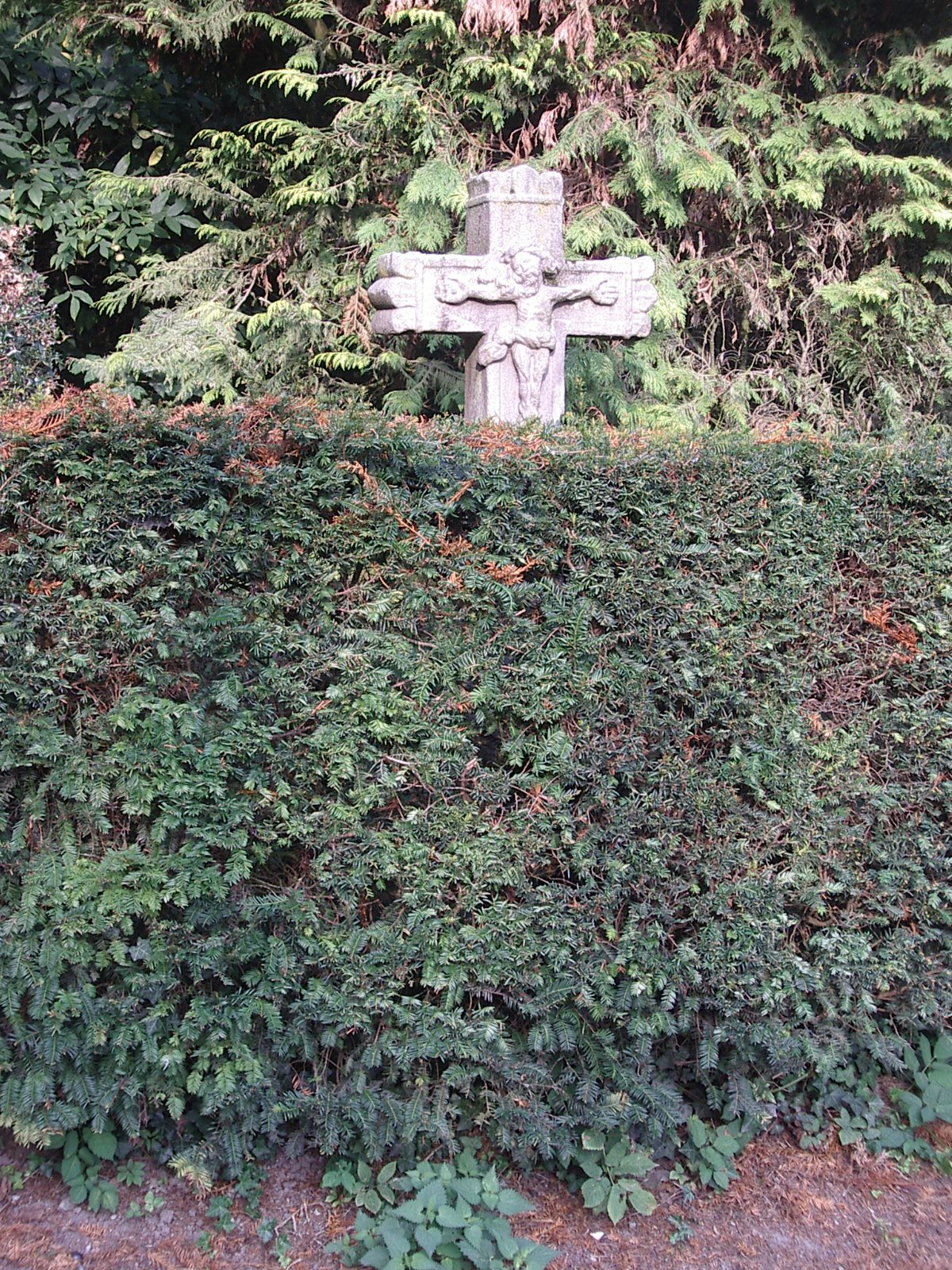
Le Bon Dieu de pierre.
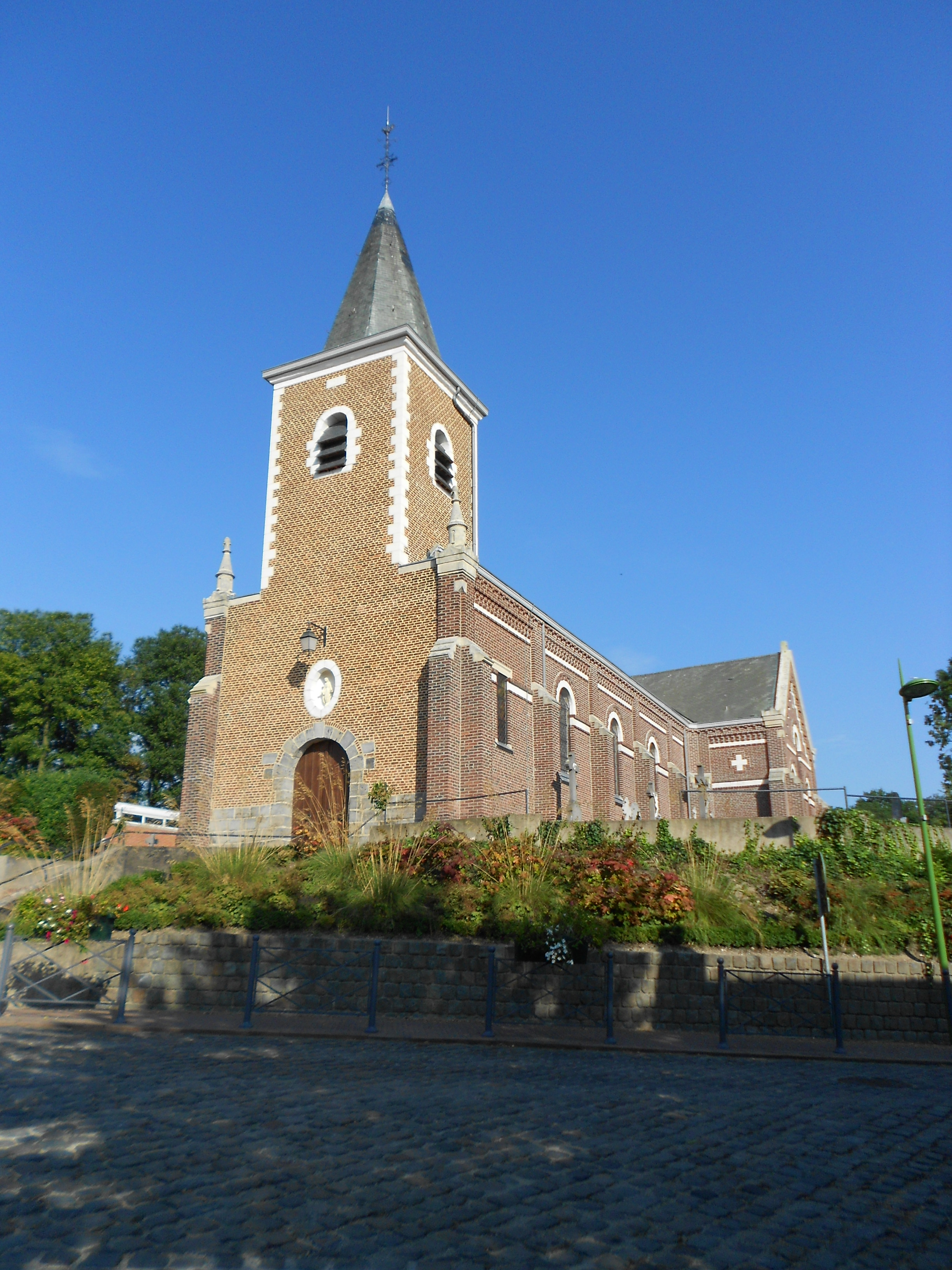
L'église de Gruson.

#### Les Édifices publics

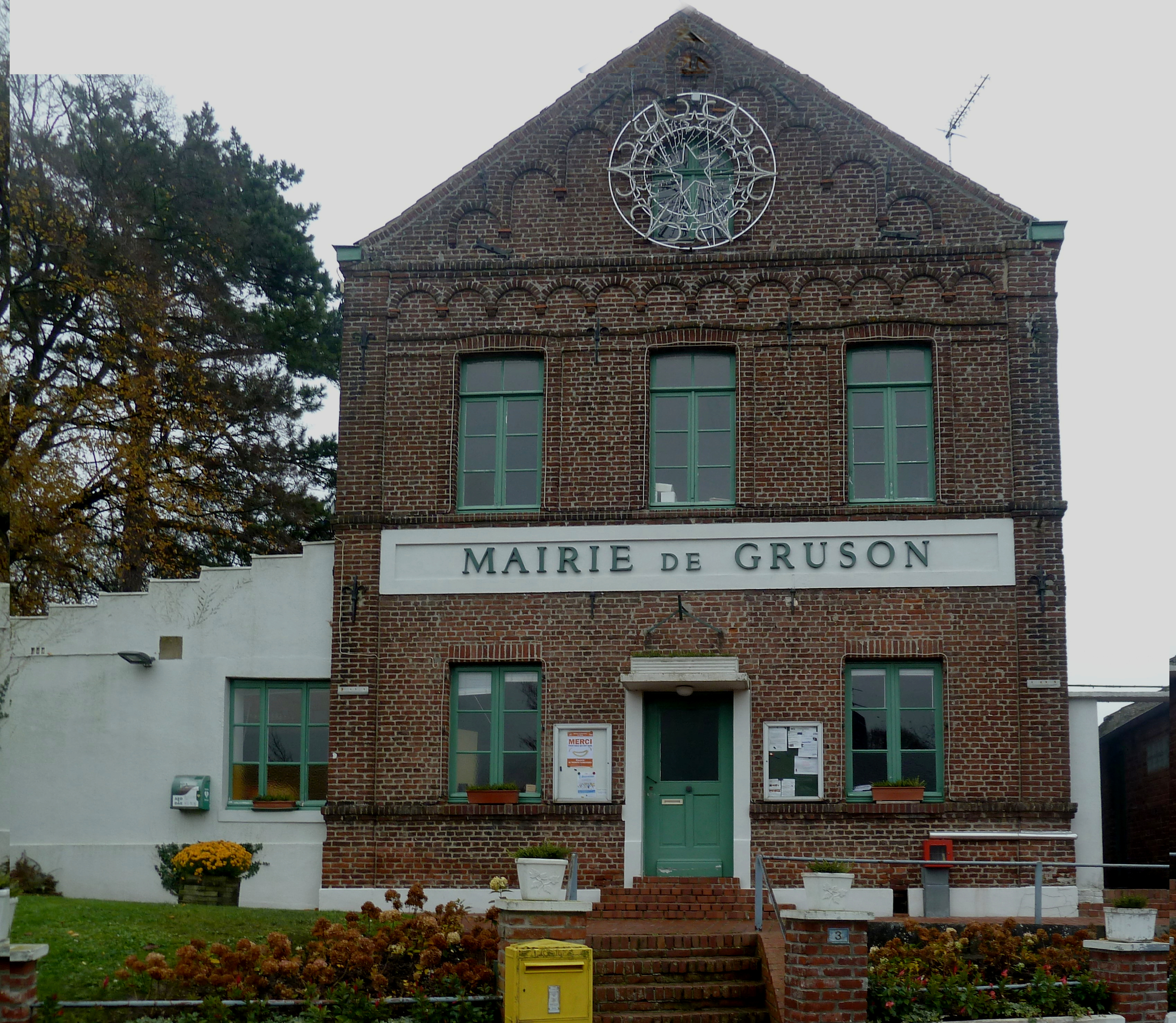
Façade de la Mairie.
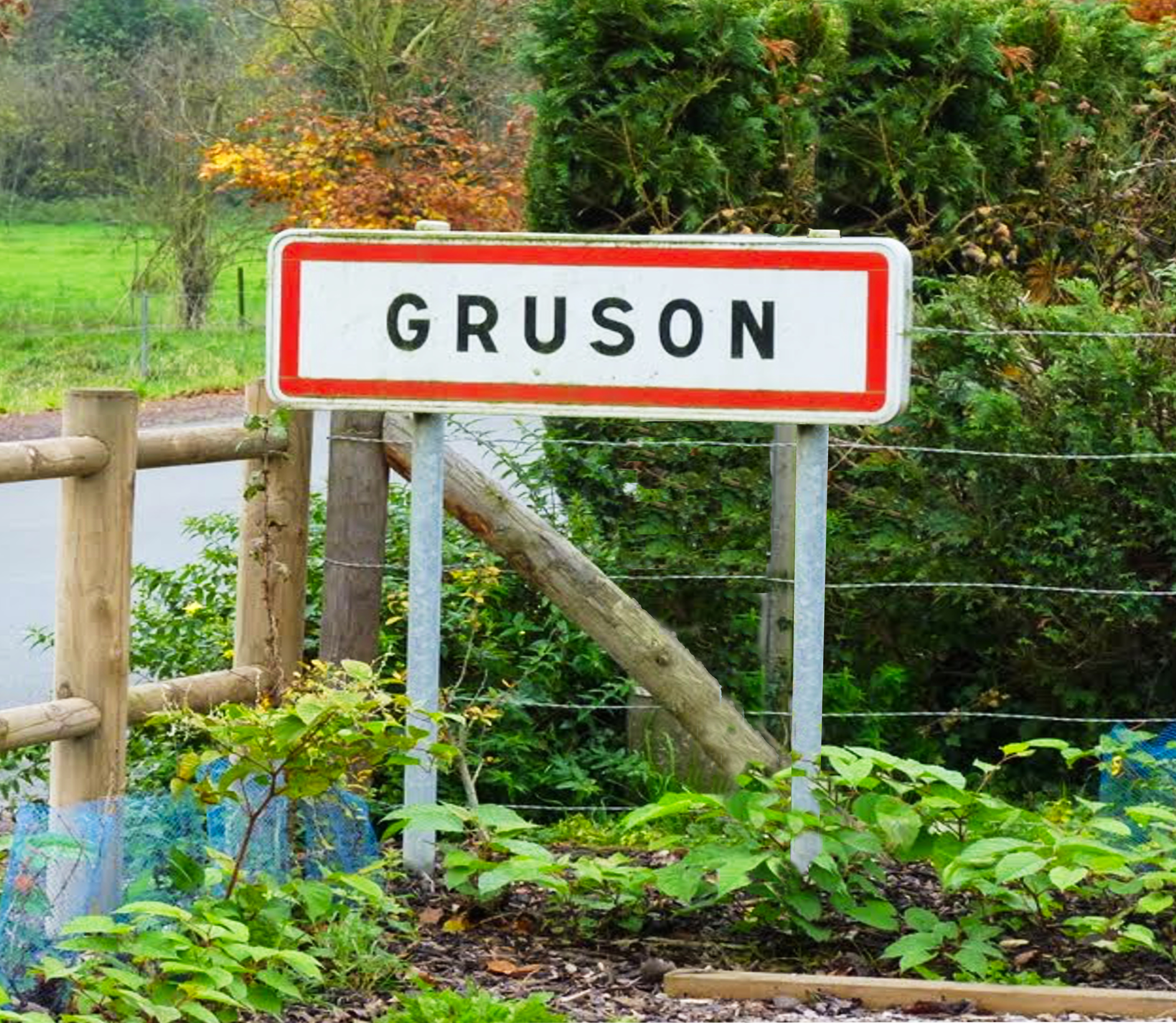
Panneau d'entrée de la commune.
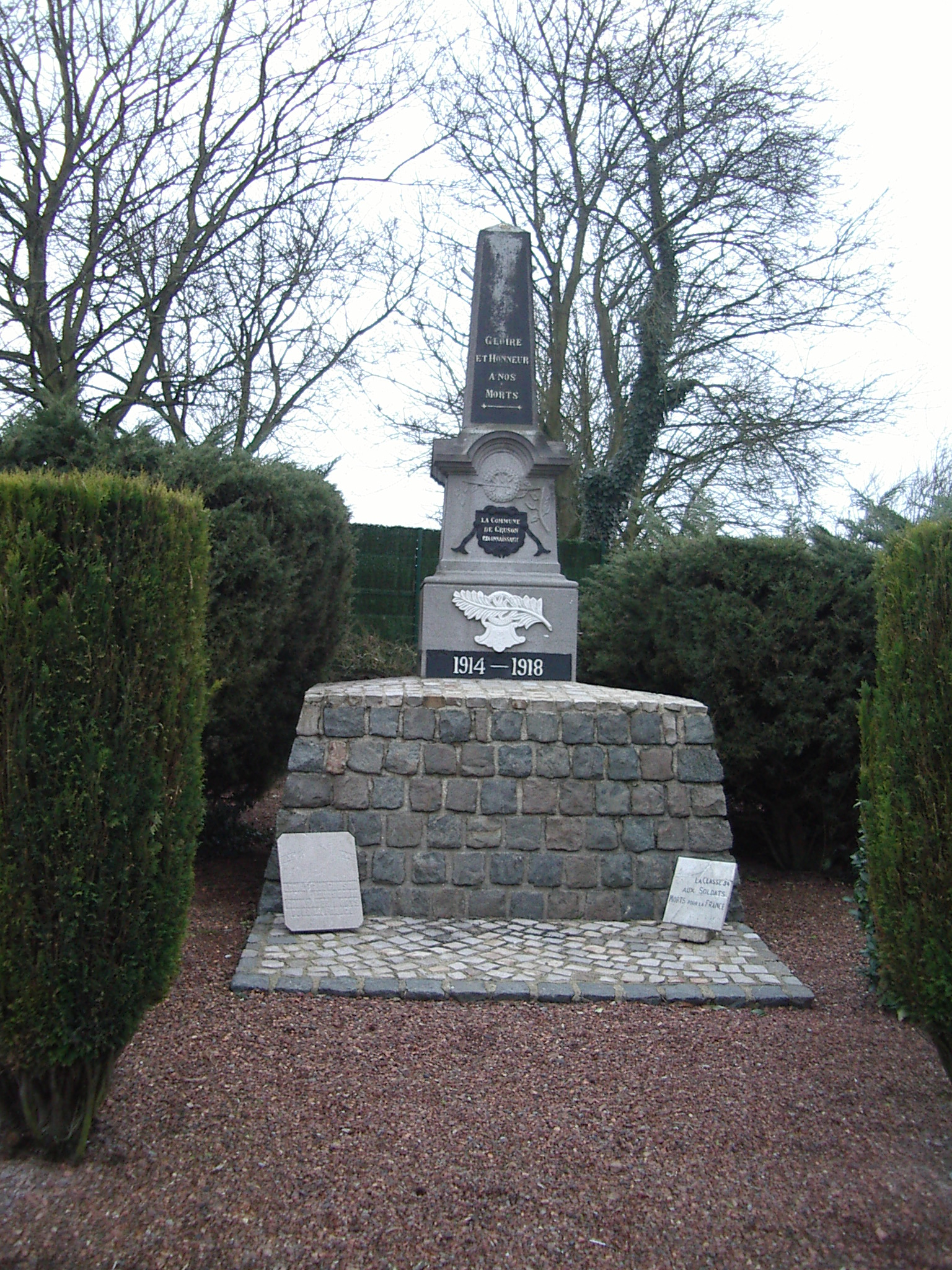
Monument aux morts.
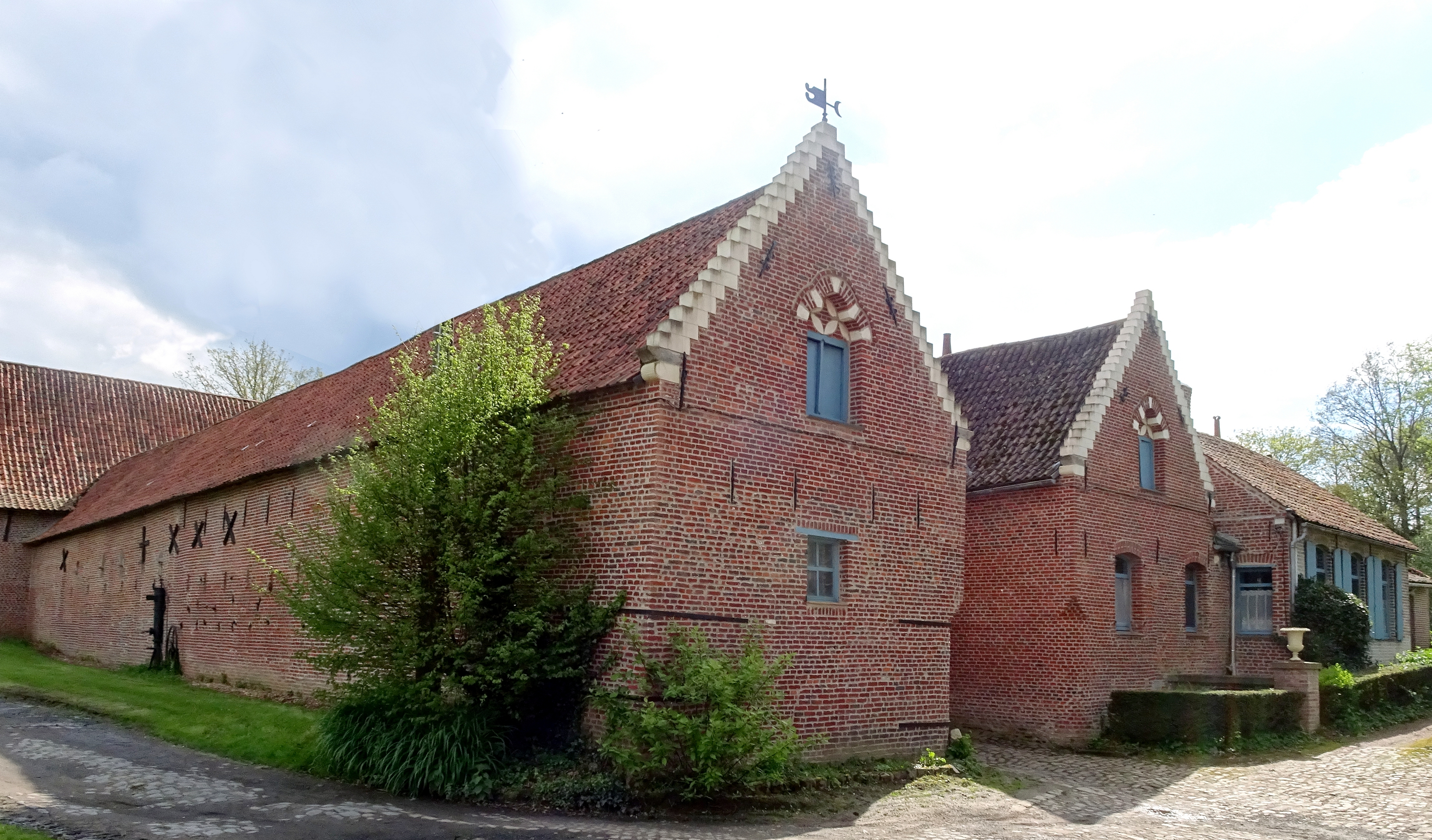
Cense de Landas

### Personnalités liées à la commune
- Pierre Serrurier (1625-1712), bailli de Gruson, censier du Coulombier et propriétaire de la taverne de L'Aigle noir.
- Nicolas Serrurier (1650-1708), fils du précédent, lieutenant de Gruson.
- Jean Serrurier (1690-1737), fils du précédent, bailli de Gruson et d'Anstaing.
- Vers 1694, était décédé un François de Gruson. Il était conseiller à la gouvernance de Béthune, non noble et mort le 15 août 1694. À cette date, son épouse, Florence Galbart, qui elle relevait d'une « noble et ancienne famille », a reçu des lettres de réhabilitation (lettres de justice; ici lettres confirmant son état de noblesse) venant de Versailles, donc du roi. L'épouse a demandé une telle mesure car elle craignait que les habitants de la paroisse où elle résidait ne veuillent la faire inscrire au rôle des tailles du fait de la condition sociale de son mari, autrement dit lui faire payer des impôts, auxquels sa reconnaissance de noblesse lui permet d'échapper[32].
- Joseph Serrurier (1765-1824), adjoint au maire de Gruson.
- Louis Baunard (1828-1919), éminent prélat, recteur de l'université catholique de Lille, écrivain, habitant de Gruson pendant les 17 dernières années de sa vie

### Héraldique
| Blason de Gruson | Blason  | De sinople à la fasce d'hermine.                                                                             |
| Blason de Gruson | Détails | Les armes sont identiques à celles de Wicres et de Estrées. Le statut officiel du blason reste à déterminer. |